# Archipsocopsis parvula
Archipsocopsis parvula är en insektsart som först beskrevs av Edward L. Mockford 1953.  Archipsocopsis parvula ingår i släktet Archipsocopsis och familjen Archipsocidae. Inga underarter finns listade i Catalogue of Life.